# Löhfeld

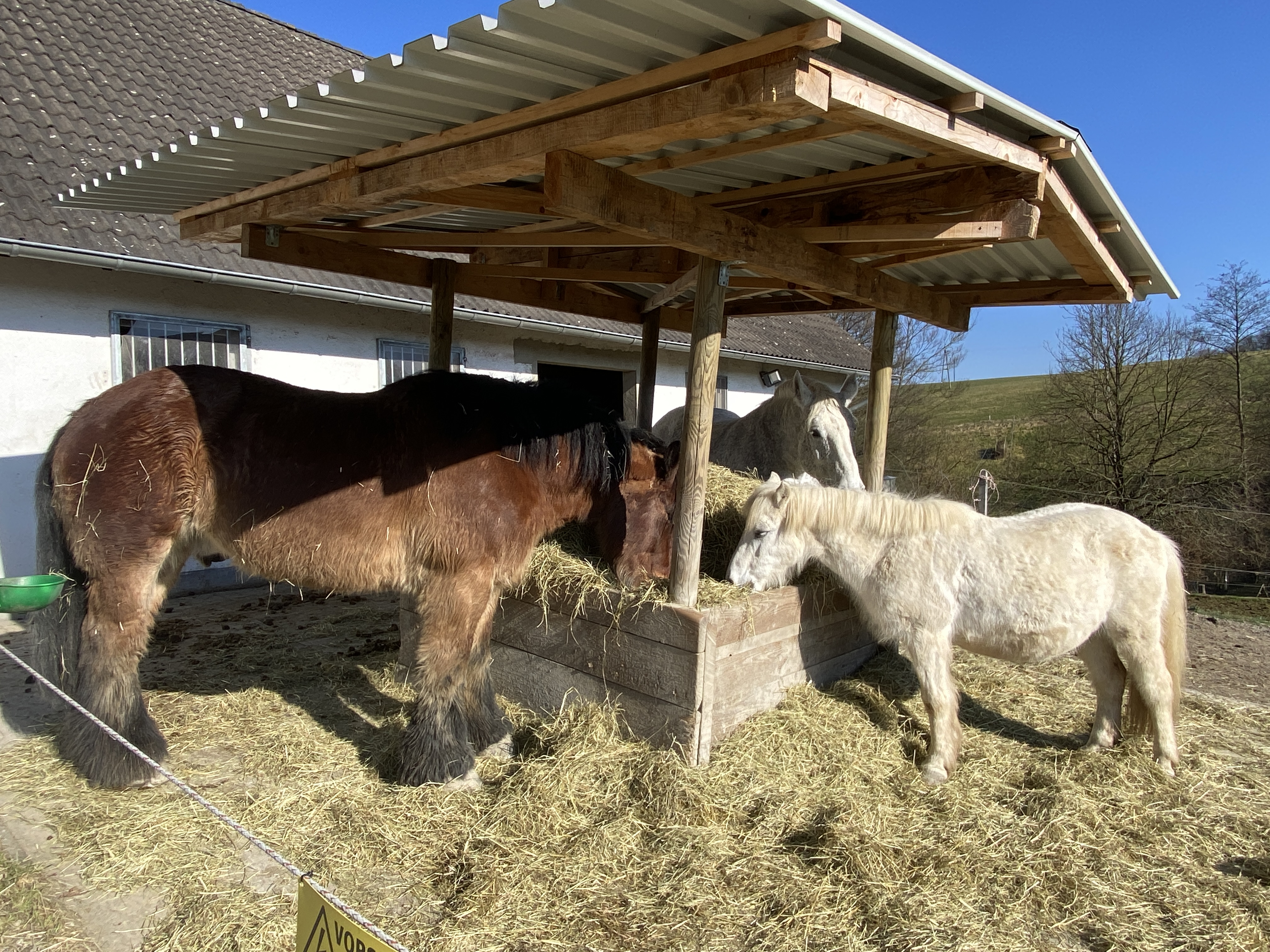
Pferdehaltung an der Olpetalstraße bei Löhfeld

Löhfeld ist ein Wohnplatz in der Gemeinde Kürten im Rheinisch-Bergischen Kreis. Südwestlich fließt der Haus Olper Siefen, der südlich der Höhenstraße in Bornen entspringt und bei Kohlgrube in den Olpebach mündet.

## Lage und Beschreibung
Der Ort liegt zwischen Olpe und Olpermühle. Die Nachbarortschaft Kohlgrube liegt südlich.

## Geschichte
Der Appellativ im Ortsnamen geht wie unschwer erkennbar auf ein Feld zurück, das Bestimmungswort leitet sich von Loh (= „Wald“ oder „Feuchtgebiet“) ab.
Ab der Preußischen Neuaufnahme von 1892 ist er auf Messtischblättern regelmäßig als Löhfeld verzeichnet.
Die Gemeinde- und Gutbezirksstatistik der Rheinprovinz führt Löhfeld 1871 mit zwei Wohnhäusern und acht Einwohnern auf.
Im Gemeindelexikon für die Provinz Rheinland von 1888 werden ein Wohnhaus mit sieben Einwohnern angegeben.
1895 hatte der Ort zwei Wohnhäuser und sechs Einwohner.
1905 besaß der Ort ein Wohnhaus und sieben Einwohner und gehörte konfessionell zum katholischen Kirchspiel Olpe.
1927 wurden die Bürgermeisterei Olpe in das Amt Olpe überführt. In der Weimarer Republik wurden 1929 die Ämter Kürten mit den Gemeinden Kürten und Bechen und Olpe mit den Gemeinden Olpe und Wipperfeld zum Amt Kürten zusammengelegt. Der Kreis Wipperfürth ging am 1. Oktober 1932 in den Rheinisch-Bergischen Kreis mit Sitz in Bergisch Gladbach auf.
1975 entstand aufgrund des Köln-Gesetzes die heutige Gemeinde Kürten, zu der neben den Ämtern Kürten, Bechen und Olpe ein Teilgebiet der Stadt Bensberg mit Dürscheid und den umliegenden Gebieten kam.